# Antonín Vřešťál
Antonín Vřešťál (23. října 1849 Praha – 13. ledna 1928 České Zlatníky) byl český katolický kněz, rektor Karlovy univerzity v letech 1905–1906, děkan kolegiátní kapituly Všech Svatých na hradě Pražském, řádný profesor mravouky bohoslovecké fakulty univerzity Karlovy a emeritní profesor téže univerzity, konzistorní rada, examinátor prosynodální a domácí papežský prelát.

## Studium a akademická dráha
Pocházel z rodiny chudého ševce. V letech 1856–1867 studoval na Malostranském gymnáziu v Praze III. Po maturitě, kterou ukončil s vyznamenáním. Vstoupil do pražského arcibiskupského semináře a studoval v letech 1867–1871 na bohoslovecké fakultě univerzity Karlovy. Na kněze však byl vysvěcen pro své mládí (protože nedosahoval kanonického věku stanového právem pro svěcení) teprve 17. dubna 1872.
Pro jeho veliké nadání a jemnou povahu si jej vyžádal hned roku 1871 za vychovatele kníže Josef Lobkowicz a roku 1872 kníže Karel Schwarzenberg, v jehož rodině pobyl až do roku 1876. V letech 1877–1890 byl vychovatelem a knihovníkem v rodině Jiřího Lobkowicze. V této vychovatelské činnosti měl mladý Vřesťál vhodnou příležitost ke studiu věd světských i bohosloveckých, které také plně využil. Ovládal filologii, matematiku, těsnopis, knihovnictví. Těmto naukám se věnoval se zálibou a úspěchem i později a plně jich využíval jako vysokoškolský učitel. Současně konal roku 1874, 1875, 1878 a 1884 přísné teologické zkoušky a dosáhl 17. července 1884 akademického stupně doktora teologie.
Roku 1890 byl povolán za suplenta mravovědy na ještě nerozdělenou (mezi českou a německou část) bohosloveckou fakultu. Při rozdělení bohoslovecké fakulty byl jmenován 28. září 1891 mimořádným, a dne 5. září 1895 řádným profesorem mravovědy na české bohoslovecké fakultě. Jako univerzitní profesor byl roku 1898 děkanem sboru doktorů teologie, čtyřikrát děkanem fakulty bohoslovecké a v roce 1905-1906 rektorem Karlovy univerzity.

## Veřejná uznání
Jako odborník byl jmenován prosynodálním examinátorem, soudcem a konzistorním radou. Dne 1. prosince 1900 se stal kanovníkem kolegiátní kapituly u Všech Svatých a roku 1918 byl zvolen jejím děkanem. Roku 1921 se mu dostalo čestného vyznamenání papežského komoří a 16. června 1928 jmenován papežským prelátem. Když dovršil 70. rok svého života, odešel, po třicetileté učitelské činnosti na univerzitě, na zasloužený odpočinek. Roku 1920 trávil tento odpočinek nejprve v Praze, a poslední léta na faře v Českých Zlatníkách.

## Životní dílo
Prelát Vřešťál zanechal po sobě skvělou památku jako plodný teologický spisovatel, jako vynikající vysokoškolský učitel, vychovatel i jako neúnavný kazatel a zpovědník. Jeho literární práce týkají se oboru matematického a morálního. Byl výborným matematikem, pěstoval tuto vědu se zvláštní zálibou. Věnoval se také kalendarilogii. Mimo jiné drobné články v různých časopisech uveřejněné napsal do časopisu Alétheia napsal článek: Řady potenciální a článek Praktické užití řád potenciálních. Samostatně vydal dílo Stálý historický kalendář. V oboru mravověky a praktické bohovědy uveřejnil řadu článků hlavě v Časopise katolického duchovenstva a v Českém Bohovědném slovníku. Základní životní dílo je jeho třídílná objemná Katolická mravouka, a z ní sestavená kratší příručky pro vzdělané laiky: Rukovět katolické mravouky, Lichva a úrok ve světle katolické mravouky, a instalační rektorská řeč Mravoučná literatura česká. V těchto dílech vytvořil Vřešťál novodobou českou mravovědnou terminologii a dal tak základ k novodobé české mravovědné literatuře .
Jako vysokoškolský učitel byl Vřešťál upřímným přítelem studentstva, horlivým členem různých univerzitních komisí, zejména knihovní. Svůj předmět dokonale ovládaje vykládal srozumitelně a poutavě, takže posluchači se na jeho přednášky těšili a s úctou a láskou na něho vzpomínali. Vřešťál nejen učil, nýbrž svým taktem, jemným chováním a skromností také vychovával český kněžský dorost.

## Působení v duchovní správě
Prelát Vřesťál nevyhýbal se ani úkonům duchovní správy. Na místech, kde působil, býval ochotným zpovědníkem a slavnostním kazatelem v Praze i na venkově. Rád vypomohl příležitostně v duchovní správě v Sedlci kde rád pobýval na prázdninách, v Praze ve Českých Zlatníkách, kde žil ku sklonku svého života, všemi ctěn a milován. Ještě 3. ledna 1928, tedy 10 dní před smrtí, jako 78letý stařec ochotně šel zaopatřit svátostmi nemocného, když místní farář se zdržel ve venkovské škole.
Zemřel 13. ledna 1928 v Českých Zlatníkách ve věku 78 let na srdeční selhání.